# Брэнденбург, Уилл
Уилл Брэнденбург (англ. Will Brandenburg, род. 1 января 1987, Уолла-Уолла) — американский горнолыжник, участник Олимпийских игр в Ванкувере. Специализируется в слаломе.
В Кубке мира Брэнденбург дебютировал в 2007 году, в январе 2011 года первый, и пока последний раз попал в тридцатку лучших на этапе Кубка мира в слаломе. Сезон 2010-11 стал для Брэнденбурга первым в котором он набрал очки в зачёт Кубка мира, в общем рейтинге на 20 января 2011 года он занимал 118-е место.
На Олимпиаде-2010 в Ванкувере стал 10-м в комбинации.
Участник чемпионатов мира 2011 и 2013 годов.
Использует лыжи и ботинки производства фирмы Fischer.